# グローリー/明日への行進
『グローリー/明日への行進』（グローリー あすへのこうしん、原題: Selma）は、2014年のアメリカ合衆国の歴史ドラマ映画。ポール・ウェブによる脚本をエイヴァ・デュヴァーネイが改稿・監督した。ジェームズ・ベヴェル、ホージア・ウィリアムズ、南部キリスト教指導者会議のマーティン・ルーサー・キング・ジュニア、学生非暴力調整委員会のジョン・ルイスによって先導された1965年のアラバマ州セルマからモンゴメリーへの行進を題材とし、デヴィッド・オイェロウォがキング、トム・ウィルキンソンが大統領リンドン・ジョンソン、ティム・ロスがジョージ・ウォレス、カルメン・イジョゴがコレッタ・スコット・キング、コモンがジェームズ・ベヴェルを演じた。
本作は2014年11月11日にAFIフェストで初上映され、2014年12月25日にアメリカの一部の地域で、行進から50年となる約2か月前の2015年1月9日に北米全域で劇場公開された。第72回ゴールデングローブ賞では作品賞、主演男優賞 (両ドラマ部門)、監督賞、主題歌賞の4部門に、第87回アカデミー賞では作品賞と主題歌賞の2部門にノミネートされ、いずれも主題歌賞においてのみ受賞に至った。
原題のSelma（セルマ）は、この行進の出発点である、アラバマ州ダラス郡の郡都であるセルマのこと。

## あらすじ
1964年、南部キリスト教指導者会議（SCLC）のマーティン・ルーサー・キング牧師はノーベル平和賞を受賞した。1963年、アラバマ州バーミングハムではクー・クラックス・クランが設置した爆弾の爆発によって4人の黒人の少女たちが命を落とした。アニー・リー・クーパーはアラバマ州セルマで投票登録をしようと試みたものの、白人の登録官によって却下される。キングはリンドン・ジョンソン大統領と会談し、黒人市民が邪魔をされることなく投票登録ができるように連邦政府が法律を制定するように求めたが、ジョンソンはキングの懸念事項は理解するとしながらも彼にはより優先順位の高い重要なプロジェクトがあると答えた。
キングはラルフ・アバーナシー、アンドリュー・ヤング、ジェームズ・オレンジ、ダイアン・ナッシュとともにセルマを訪れた。ジェームズ・べヴェルが彼らを出迎え、その他のSCLCの活動家も姿を見せた。連邦捜査局長官のジョン・エドガー・フーヴァーはジョンソンに対し、キングが問題のある人物だと伝え、彼の結婚生活を破綻させる方策をとるよう進言した。キングの妻、コレッタ・スコット・キングは夫のセルマでの来たるべき仕事について危険なのではないかと心配していた。一方キングは歌手のマヘリア・ジャクソンに深夜に電話をかけ、勇気をもらうために彼女に電話口で歌ってほしいと乞うのであった。
キングは、その他のSCLCの指導者およびセルマの黒人住民ととともに、選挙登録事務所まで更新し、投票登録を試みる。裁判所前での衝突が起こった後、警察が群衆の中に入ると小競り合いが勃発した。クーパーは反撃してジム・クラーク保安官を地に押し倒したが、彼女はキングやその他の人々とともに逮捕されてしまう。
アラバマ州知事のジョージ・ウォレスは公民権運動に反対する演説を行なっていた。コレッタはマルコム・Xと会う。彼は急進的な立場を取ることによってキングと対立してきたことを悔い、キングの運動に協力したいと申し出た。ウォレスとアラバマ州ハイウェイ・パトロール長官のアル・リンゴはアラバマ州マリオンで予定されていた夜の行進に対して、州警察を動員し行進参加者たちを襲撃させる方針を固めた。参加者たちの一部はレストランに逃げ込んで隠れたが、警官たちは中まで追いかけジミー・リー・ジャクソンを殴打し、射殺した。キングとベヴェルは遺体安置室でジャクソンの祖父ケイガー・リーと出会う。キングは人々に対し、彼らの権利のため戦いを続けるよう要請した。一方コレッタにはキングと他の女性との性行為の録音だとする音声を流す嫌がらせ電話がかかってくるようになり、夫婦間で口論になる。彼女はそれがでっち上げであることは理解していたものの、頻繁に受ける殺害の脅迫に彼女は追い詰められていた。
学生非暴力調整委員会（SNCC）はセルマからモンゴメリーへの行進について、得をするのはキングのみだと批判をする。行進が始まろうとする中、キングは家族の問題を解決するため、参加を1日遅らせるとヤングに伝えた。ヤングは彼抜きで予定通り行進を始めることを伝え、キングには2日目から加わるように伝える。SNCCのジョン・ルイス、SLCCのホージア・ウィリアムズ、そしてセルマの活動家のアメリア・ボイントンら行進参加者たちはガスマスクを装着した州警察の列に到達。警官隊は行進参加者たちに引き返すよう命令したが彼らはそれを拒否し、警官隊はこん棒、馬、催涙ガス、その他の武器により行進参加者たちに襲い掛かった。この衝突により多くの負傷者が出たが、ルイスとボイントンも重傷を負う。この事件は全米にテレビで伝えられ、運動の拠点となっていたセルマのブラウン教会に負傷者が運び込まれ治療を受けた。
運動を担当する弁護士、フレッド・グレイは連邦判事のフランク・ミニス・ジョンソンに対し、次回の行進を許可するよう要請した。ジョンソン大統領はキングとウォレスに対し、活動の停止を要求。キングに次回の行進の断念を説得するため司法長官代理のジョン・ドアを派遣する。二回目の行進にはヴァイオラ・リウッツォ、アーチビショップ・ヤコヴォス、ジェームズ・リーブなど白人のアメリカ人も参加するために現地入りした。行進参加者たちは再び橋上で警官隊の列と出会ったが、彼らは脇によけ道を譲った。キングは祈りをささげた後、方向転換して参加者たちを引き返させ、これがSNCCの活動家たちから再び厳しい批判を受けることとなる。この晩、リーブはセルマの路上で怒った白人の暴徒によって撲殺される。
公聴会が行なわれた後、ジョンソン判事は行進を許可した。ジョンソン大統領は議会合同会議において、投票の制限を禁止する法案の速やかな成立を要請する演説を行なった。モンゴメリーに続く幹線道路における行進が実施され、参加者たちがモンゴメリーに到着すると、キングはアラバマ州庁舎の階段で演説を行なうのだった。

## キャスト
※括弧内は日本語吹替
- マーティン・ルーサー・キング・ジュニア - デヴィッド・オイェロウォ（楠大典）
- リンドン・ジョンソン - トム・ウィルキンソン（菅生隆之）
- コレッタ・スコット・キング - カルメン・イジョゴ（竹内絢子）
- アンドリュー・ヤング（英語版） - アンドレ・ホランド
- ダイアン・ナッシュ（英語版） - テッサ・トンプソン（森千晃）
- リー・C・ホワイト（英語版） - ジョヴァンニ・リビシ（祐仙勇）
- アメリア・ボイントン・ロビンソン（英語版） - ロレイン・トゥーサント
- ジョン・ルイス - ステファン・ジェームズ（英語版）
- ホージア・ウィリアムズ（英語版） - ウェンデル・ピアース
- ジェームズ・ベヴェル（英語版） - コモン（さかき孝輔）
- ジョン・ドア（英語版） - アレッサンドロ・ニヴォラ（中村章吾）
- ジミー・リー・ジャクソン（英語版） - ラキース・スタンフィールド
- フレッド・グレイ（英語版） - キューバ・グッディング・ジュニア（藤巻大悟）
- ジョン・エドガー・フーヴァー - ディラン・ベイカー
- ジョージ・ウォレス - ティム・ロス（山本兼平）
- アニー・リー・クーパー（英語版） - オプラ・ウィンフリー（伊沢磨紀）
- ベイヤード・ラスティン（英語版） - ルーベン・サンチャゴ＝ハドソン
- リッチー・ジーン・ジャクソン（英語版） - ニーシー・ナッシュ（英語版）
- ラルフ・アバーナシー（英語版） - コールマン・ドミンゴ（内田紳一郎）
- ジェームズ・オレンジ（英語版） - オマール・ドーシー（英語版）（宮﨑聡）
- マヘリア・ジャクソン - レディシ・ヤング（英語版）
- ジェームズ・フォアマン（英語版） - トライ・バイヤーズ（英語版）
- サリヴァン・ジャクソン - ケント・フォールコン（英語版）
- ロイ・リード - ジョン・ラヴェル（英語版）
- ケイガー・リー - ヘンリー・G・サンダース（英語版）
- ジェームズ・リーブ（英語版） - ジェレミー・ストロング
- マルコム・X - ナイジェル・サッチ
- ヴァイオラ・リー・ジャクソン - チャリティ・ジョーダン
- ジョンソンの秘書 - ハヴィランド・スティルウェル
- ヴァイオラ リウッツォ（英語版） - タラ・オックス（英語版）
- フランク・ミニス・ジョンソン（英語版） - マーティン・シーン
- アーチビショップ・ヤコヴォス・オブ・アメリカ（英語版） - マイケル・シカニー
- ジョン・クラウド少佐 - マイケル・パパジョン（英語版）
- アル・リンゴ（英語版） - スティーヴン・ルート
- ジム・クラーク（英語版）保安官 - スタン・ヒューストン
- フレデリック・D・リース（英語版） - E・ロジャー・ミッチェル

## 製作

### 企画
2008年6月18日、『バラエティ』は脚本家ポール・ウェブによって執筆されたキングとジョンソンにまつわる物語の企画がセラドールのクリスチャン・コルソンによって買われ、ブラッド・ピットのプランBエンターテインメントとの共同製作で映画化予定であると報じた。2009年にはリー・ダニエルズが監督に向けた交渉の初期段階であることが、パテの出資、ならびにプランBのデデ・ガードナーとジェレミー・クライナーが製作を務めること、そしてクラウド・エイト・フィルムズの製作参加とともに報じられた。2010年にはダニエルズの監督、ワインスタイン・カンパニーの共同製作、2200万ドルの予算で製作される見込みが報じられたが、翌月にはダニエルズはソニー・ピクチャーズと契約して『大統領の執事の涙』の脚本を書き直すことがわかった。2010年8月のインタビューで、ダニエルズは『グローリー/明日への行進』の資金調達は完了していたものの、『グローリー/明日への行進』と『大統領の執事の涙』の2つの選択肢を与えられた上で後者を選んだと語っている。
2013年7月、エイヴァ・デュヴァーネイが本作の監督に決まり、ウェブとともに脚本の改訂作業に入っていることが発表された。デュヴァーネイはこの作業で脚本の約90%が書き直されたと述懐している。脚本の改訂にはキングの演説を新たに書き直すことも含まれた。キングの実際の演説は2009年にドリームワークスとワーナー・ブラザースがスティーヴン・スピルバーグ製作の映画企画のために権利を取得しており、『グローリー/明日への行進』製作陣によるこれらの会社との交渉も決裂に終わったためだ。デュヴァーネイはキングの演説を聴き込み、著作権侵害につながらないながらも実際の言葉を思い起こさせる演説の執筆に努めた。彼女は「彼の演説パターンの美しさとニュアンスには到底届かないことは分かっていた」ものの、同じ内容を3回にわたって変えて言う三行連の多用などといったキングの演説の基本的な傾向をつかむことができたという。
2014年1月にはオプラ・ウィンフリーがプロデューサーとして参加することが伝えられ、翌2月にはパラマウント映画が北米配給に向けた交渉の最終段階に入っていることが報じられた。

### 配役
2010年、デヴィッド・オイェロウォがマーティン・ルーサー・キング・ジュニアを演じると報じられた。キング、キングの妻、大統領ジョンソン、アラバマ州知事ウォレスの主要登場人物4名はすべて英国の俳優によって演じられた。2010年に出演予定として名前が報じられたものの最終的に出演しなかった俳優には、ロバート・デ・ニーロ、ヒュー・ジャックマン、レニー・クラヴィッツ、リーアム・ニーソン、セドリック・ジ・エンターテイナーがいる。

### 撮影
主要撮影は2014年5月20日、ジョージア州アトランタ周辺で始まり、翌月にはアラバマ州セルマおよびモンゴメリーで行進のシーンなどが撮影された。ブラッドフォード・ヤングが撮影監督を務めた。

## 音楽
ジャズ・ピアニストのジェイソン・モランが作曲を担当した。映画音楽の作曲はモランにとって初めてであった。
ジョン・レジェンドとコモンによる主題歌 "Glory" は映画公開前の2014年12月にリリースされ、2014年ファーガソン騒乱への言及を含むこの曲はゴールデングローブ賞主題歌賞や第87回アカデミー賞主題歌賞を受賞した。

## 公開
『グローリー/明日への行進』は2014年11月11日、ロサンゼルスで開かれたAFIフェストで初上映され、スタンディングオベーションを浴びた。映画は2014年12月25日にロサンゼルス、ニューヨーク、アトランタで限定公開され、2015年1月9日に北米全域で公開された。2015年2月には第65回ベルリン国際映画祭で上映された。2015年3月20日には、行進の50周年を記念した再上映が開始された。

## 評価
『グローリー/明日への行進』は批評家から圧倒的な支持を集めた。Rotten Tomatoesは204件の批評を基に支持率を99%、平均評価を8.7/10、批評家の総意を「デヴィッド・オイェロウォの心を掴む演技に勢いを得て、『グローリー/明日への行進』はマーティン・ルーサー・キング・ジュニアの生と死から感動とドラマティックなパワーを引き出している――と同時に、彼の業績の湛えた理想から我々がいかに遠いところにいるかを見落とすことがない」としている。Metacriticは46件の批評を基に89/100という「幅広い支持」の加重平均値を示している。
『シカゴ・サンタイムズ』のリチャード・ローパーは「『グローリー/明日への行進』は重要な歴史の教えでありながら授業のように感じさせない。学校が始業したら、全米の中学校は課外授業としてこの映画を観させるべきだ」と映画を称えた。ジョー・モーゲンスターンは『ウォール・ストリート・ジャーナル』に寄せて「このエイヴァ・デュヴァーネイの伝記映画はキング博士とその同胞を行動へと駆り立てた人種差別主義の残忍さを描くことで、博士の遺産に最高の形で敬意を捧げている」と書いた。『ニューヨーク・タイムズ』のA・O・スコットは映画の演技、演出、脚本、撮影を称え、「たとえ何が起こるかわかっていても、『グローリー/明日への行進』はサスペンスと驚きをもって行進する。事件と魅力的なキャラクターにあふれたそれは、手際よく、確固とした映画的ストーリーテリングの勝利である」と書いた。『ローリング・ストーン』のピーター・トラヴァースは、「デュヴァーネイの人種的不正義に立ち向かったマーティン・ルーサー・キングの1965年の投票権を求める行進に対する考察は、今日との相関にあって痛ましい。オイェロウォの感動的で熱のこもったキング役の演技は最上級の栄誉に値する」と述べた。デイヴィッド・デンビーは『ザ・ニューヨーカー』に「これが映画だ、ケーブルテレビのドラマより叙述的で、壮大で、胸を揺さぶる」と書いた。『ワシントン・ポスト』のアン・ホーナデイは「エイヴァ・デュヴァーネイは『グローリー/明日への行進』で胸を揺さぶり、しばしばスリリングで、不気味なほどタイムリーなドラマを作り上げた」「彼女は彼 (キング) を人間的な矛盾や欠点、そして卓越した政治的手腕をもった生き生きした人物として描いている」と述べた。
賛辞は必ずしも満場一致ではない。『ブラック・アジェンダ・リポート』のグレン・フォードは映画を製作・出演を務めたオプラ・ウィンフリーの「黒人保守の政治的世界観」に立った「SNCC公民権の英雄たちへの侮辱でありながら白人、金持ちケネディたちの擁護」だとして批判した。ペンシルベニア大学の政治学教授エイドルフ・リード・ジュニアはなぜ『グローリー/明日への行進』がアカデミー賞でより多くの部門にノミネートされなかったかについて書いた中で、「今や黒人の大衆の代わりに不正義を経験しているのは黒人の (上流階級の) ブルジョワジーである」と述べた。

## 論争
本作の歴史的正確性は論争の的となった。その大半はジョンソン大統領とキング牧師の関係をめぐるもので、公民権法制定の積極的な推進者でキングとも協力関係にあった人物として知られるジョンソンを、FBIにキングの監視や嫌がらせを指示する公民権の発展に消極的な政治的人物として描いたことで映画は批判にさらされた。特にLBJ大統領図書館館長のマーク・K・アップデグローヴと、ジョンソン政権下で大統領特別補佐官を務めたジョセフ・アンソニー・カリファノによる批判は注目を集め、カリファノは「その方が良いストーリーになるからといって映画を嘘で塗り固め、亡き者に対する責任から免れていいのか」と映画の製作者たちを非難した。一方、キングの側近で下院議員も務めたアンドリュー・ヤングは『ワシントン・ポスト』の取材に対し、キングとジョンソンの間のコミュニケーションの描写には違和感を覚えたものの、「それ以外は100%正しい」と述べた。
監督のデュヴァーネイはこういった批判に関して、映画は歴史を正確に反映することを目指したドキュメンタリーではなく、あくまで彼女自身の解釈であると強調している。また、劇中で若年期が描かれている下院議員ジョン・ルイスも『ロサンゼルス・タイムズ』に寄せて、「他の歴史劇には完璧さを求めないのに、なぜこの映画に関してはそれが必要となるのか」と述べ、監督の立場を擁護した。

## 受賞とノミネート
| 賞                                               | 部門                                        | 対象                                                                                    | 結果       |
| ------------------------------------------------ | ------------------------------------------- | --------------------------------------------------------------------------------------- | ---------- |
| アフリカン・アメリカン映画批評家協会賞           | 作品賞                                      | 『グローリー/明日への行進』                                                             | 受賞       |
| アフリカン・アメリカン映画批評家協会賞           | 主演男優賞                                  | デヴィッド・オイェロウォ                                                                | 受賞       |
| アフリカン・アメリカン映画批評家協会賞           | 監督賞                                      | エイヴァ・デュヴァーネイ                                                                | 受賞       |
| アフリカン・アメリカン映画批評家協会賞           | 音楽賞                                      | ジョン・レジェンド、コモン "Glory"                                                      | 受賞       |
| ワシントンD.C.映画批評家協会賞                   | 作品賞                                      | 『グローリー/明日への行進』                                                             | ノミネート |
| ワシントンD.C.映画批評家協会賞                   | 監督賞                                      | エイヴァ・デュヴァーネイ                                                                | ノミネート |
| ワシントンD.C.映画批評家協会賞                   | 主演男優賞                                  | デヴィッド・オイェロウォ                                                                | ノミネート |
| ワシントンD.C.映画批評家協会賞                   | アンサンブル演技賞                          | 『グローリー/明日への行進』                                                             | ノミネート |
| ワシントンD.C.映画批評家協会賞                   | ジョー・バーバー賞                          | 『グローリー/明日への行進』                                                             | ノミネート |
| 女性映画批評家協会賞                             | 女性による映画賞                            | 『グローリー/明日への行進』                                                             | 受賞       |
| 女性映画批評家協会賞                             | アクション女優賞                            | オプラ・ウィンフリー                                                                    | 受賞       |
| ブラック・フィルム批評家協会賞                   | 作品賞                                      | 『グローリー/明日への行進』                                                             | 受賞       |
| ブラック・フィルム批評家協会賞                   | 監督賞                                      | エイヴァ・デュヴァーネイ                                                                | 受賞       |
| ブラック・フィルム批評家協会賞                   | 主演男優賞                                  | デヴィッド・オイェロウォ                                                                | 受賞       |
| ブラック・フィルム批評家協会賞                   | 助演女優賞                                  | カルメン・イジョゴ                                                                      | 受賞       |
| ブラック・フィルム批評家協会賞                   | オリジナル脚本賞                            | 『グローリー/明日への行進』                                                             | 受賞       |
| ブラック・フィルム批評家協会賞                   | アンサンブル演技賞                          | 『グローリー/明日への行進』                                                             | 受賞       |
| 第12回アイオワ映画批評家協会賞賞                 | 主題歌賞                                    | "Glory"                                                                                 | 次点       |
| セントラルオハイオ映画批評家協会賞               | 作品賞                                      | 『グローリー/明日への行進』                                                             | 受賞       |
| セントラルオハイオ映画批評家協会賞               | 監督賞                                      | エイヴァ・デュヴァーネイ                                                                | 受賞       |
| セントラルオハイオ映画批評家協会賞               | 主演男優賞                                  | デヴィッド・オイェロウォ                                                                | 受賞       |
| セントラルオハイオ映画批評家協会賞               | ブレイクスルー映画人賞                      | エイヴァ・デュヴァーネイ                                                                | 受賞       |
| セントラルオハイオ映画批評家協会賞               | オリジナル脚本賞                            | ポール・ウェブ                                                                          | 受賞       |
| ジョージア映画批評家協会賞                       | 主題歌賞                                    | ジョン・スティーヴンス、ロニー・リン、チェ・スミス                                      | 受賞       |
| ジョージア映画批評家協会賞                       | ブレイクスルー賞                            | デヴィッド・オイェロウォ                                                                | 受賞       |
| ジョージア映画批評家協会賞                       | オグルソープ賞                              | 『グローリー/明日への行進』                                                             | 受賞       |
| ゴールデングローブ賞                             | 主題歌賞                                    | ジョン・レジェンド、コモン                                                              | 受賞       |
| ゴールデングローブ賞                             | 作品賞 (ドラマ部門)                         | 『グローリー/明日への行進』                                                             | ノミネート |
| ゴールデングローブ賞                             | 監督賞                                      | エイヴァ・デュヴァーネイ                                                                | ノミネート |
| ゴールデングローブ賞                             | 主演男優賞 (ドラマ部門)                     | デヴィッド・オイェロウォ                                                                | ノミネート |
| 女性映画ジャーナリスト同盟賞                     | 女性監督賞                                  | エイヴァ・デュヴァーネイ                                                                | 受賞       |
| 女性映画ジャーナリスト同盟賞                     | 作品賞                                      | 『グローリー/明日への行進』                                                             | ノミネート |
| 女性映画ジャーナリスト同盟賞                     | 監督賞                                      | エイヴァ・デュヴァーネイ                                                                | ノミネート |
| ヒューストン映画批評家協会賞                     | 作品賞                                      | 『グローリー/明日への行進』                                                             | ノミネート |
| ヒューストン映画批評家協会賞                     | 主題歌賞                                    | "Glory"                                                                                 | ノミネート |
| クリティクス・チョイス・アワード                 | 歌曲賞                                      | "Glory"                                                                                 | 受賞       |
| クリティクス・チョイス・アワード                 | 作品賞                                      | 『グローリー/明日への行進』                                                             | ノミネート |
| クリティクス・チョイス・アワード                 | 監督賞                                      | エイヴァ・デュヴァーネイ                                                                | ノミネート |
| クリティクス・チョイス・アワード                 | 主演男優賞                                  | デヴィッド・オイェロウォ                                                                | ノミネート |
| クリティクス・チョイス・アワード                 | アンサンブル演技賞                          | 『グローリー/明日への行進』                                                             | ノミネート |
| 米国キャスティング協会アーティオス賞             | ドラマ大作                                  | エイシャ・コーリー、ロビン・オーウェン                                                  | ノミネート |
| NAACPイメージ・アワード                          | 作品賞                                      | 『グローリー/明日への行進』                                                             | 受賞       |
| NAACPイメージ・アワード                          | 主演男優賞                                  | デヴィッド・オイェロウォ                                                                | 受賞       |
| NAACPイメージ・アワード                          | 助演男優賞                                  | コモン                                                                                  | 受賞       |
| NAACPイメージ・アワード                          | 助演女優賞                                  | カルメン・イジョゴ                                                                      | 受賞       |
| NAACPイメージ・アワード                          | 助演男優賞                                  | アンドレ・ホランド                                                                      | ノミネート |
| NAACPイメージ・アワード                          | 助演男優賞                                  | ウェンデル・ピアース                                                                    | ノミネート |
| NAACPイメージ・アワード                          | 助演女優賞                                  | オプラ・ウィンフリー                                                                    | ノミネート |
| NAACPイメージ・アワード                          | 監督賞                                      | エイヴァ・デュヴァーネイ                                                                | ノミネート |
| メイクアップアーティスト・ヘアスタイリスト組合賞 | ヘアスタイリング (時代または人物劇長編映画) | メリッサ・フォーニー、ピアース・オースティン                                            | ノミネート |
| 映画音響編集協会賞                               | 長編音楽                                    | ジュリー・ピアース、クリント・ベネット                                                  | ノミネート |
| サテライト賞                                     | 作品賞                                      | 『グローリー/明日への行進』                                                             | ノミネート |
| サテライト賞                                     | 主演男優賞                                  | デヴィッド・オイェロウォ                                                                | ノミネート |
| サテライト賞                                     | 監督賞                                      | エイヴァ・デュヴァーネイ                                                                | ノミネート |
| サテライト賞                                     | オリジナル脚本賞                            | ポール・ウェブ                                                                          | ノミネート |
| 衣装デザイナー組合賞                             | 時代劇                                      | ルース・E・カーター                                                                     | ノミネート |
| インディペンデント・スピリット賞                 | 作品賞                                      | 『グローリー/明日への行進』                                                             | ノミネート |
| インディペンデント・スピリット賞                 | 監督賞                                      | エイヴァ・デュヴァーネイ                                                                | ノミネート |
| インディペンデント・スピリット賞                 | 主演男優賞                                  | デヴィッド・オイェロウォ                                                                | ノミネート |
| インディペンデント・スピリット賞                 | 助演女優賞                                  | カルメン・イジョゴ                                                                      | ノミネート |
| インディペンデント・スピリット賞                 | 撮影賞                                      | ブラッドフォード・ヤング                                                                | ノミネート |
| アカデミー賞                                     | 主題歌賞                                    | ジョン・スティーヴンス、ロニー・リン                                                    | 受賞       |
| アカデミー賞                                     | 作品賞                                      | クリスチャン・コルソン、オプラ・ウィンフリー、 デデ・ガードナー、ジェレミー・クライナー | ノミネート |
| MTVムービー・アワード                            | 作品賞                                      | 『グローリー/明日への行進』                                                             | ノミネート |
| MTVムービー・アワード                            | ブレイクスルー演技賞                        | デヴィッド・オイェロウォ                                                                | ノミネート |